# Hayato Kanzaki
Hayato Kanzaki es un personaje ficticio creado por la compañía Capcom, protagonista central del videojuego de lucha 3D Star Gladiator, aparecido en arcade y PSOne en 1996. También apareció en otros títulos de Capcom ya sea como personaje jugable invitado o como cameo.

## Perfil
Hayato es un joven rebelde japonés que cuída de sí mismo y de otros necesitados, en especial de los niños del orfanato donde él se crio cuando era niño, y de sus amigos June, Saturn y Gamof. Tras abandonar el orfanato y cumplir la mayoría de edad, abandonó Japón y el planeta Tierra para convertirse en cazarrecompensas, proyecto que no salió como él esperaba. Al final optó por reclutarse en la Star Gladiator (una especie de ejército estelar), liderado por el Dr. Bilstein. Tras descubrir que este planeaba atacar al Cuarto Imperio y provocar una guerra interestelar, Hayato abandona la Star Gladiator y se convierte en mercenario desertor, dispuesto a pararle los pies a Bilstein.

## Como luchador
Hayato primero apareció en su propio videojuego, Star Gladiator, en el año 1996, para arcade y más tarde conversionado para la consola PSOne. Hayato va armado con un sable de plasma muy parecido al sable Jedi que se puede ver en la saga Star Wars, con el que golpea al enemigo. También es bastante diestro con las patadas, aunque no las suele utilizar mucho. Destaca la rapidez con la que se mueve, pudiendo realizar combos largos en pocos segundos.
En 1999 apareció la secuela del videojuego, Star Gladiator 2, conocido en los EE. UU. y Europa como Plasma Sword lanzado primero en arcade y posteriormente conversionado a la consola Dreamcast (en principio se iba a conversionar también para PSOne, pero Capcom desechó la posibilidad) . Su repertorio de golpes y movimientos fue incrementado, así como la rapidez. Su sable de plasma es capaz de agrandarse de forma desmesurada al reunir cierta cantidad de energía de plasma (similar a la barra de Super Combos de la saga Street Fighter.
Más tarde apareció como personaje jugable invitado en el juego de lucha Marvel vs Capcom 2, primero en arcade y más adelante conversionado a Dreamcast, PlayStation 2 y XBox. Al ser un juego de lucha con personajes en 2D, Capcom tuvo que crearlo desde cero, obteniendo un aspecto muy atractivo, con un acertado toque manga. Conserva la mayoría de movimientos vistos en Plasma Sword, aunque adaptados a la jugabilidad 2D.

## Black Hayato
Tanto en Star Gladiator como en Plasma Sword, aparece una versión malvada de Hayato llamada Black Hayato. Según la historia del juego, al final de Star Gladiator el Dr. Bilstein antes de caer derrotado activó algún tipo de "genotipo" implantado en el cerebro de Hayato cuando este trabajaba para la Star Gladiator, volviéndolo malvado al estilo Evil Ryu de la saga Street Fighter. Afortunadamente, June y sus amigos lograron hacerle volver a su estado natural. Sin embargo, aunque Black Hayato era malvado, también odiaba a Dr. Bilstein por lo que hizo. 
Black Hayato se diferencia del Hayato normal por el color de su pelo (azul celeste), una camiseta ajustada de color gris a rayas y un parche metálico en el ojo derecho. Un diseño bastante menos atractivo que el de Hayato.

## Apariciones
- Star Gladiator (juego en el que apareció por primera vez como protagonista).
- Plasma Sword (Star Gladiator 2 en Japón, continuación del anterior, donde repite como protagonista).
- Pocket Fighter (aparece en uno de los escenarios junto con su novia June).
- Card Fighters Clash (juego de estrategia con cartas. Hayato aparece en una de ellas).
- Card Fighters Clash 2 (lo mismo que en la primera entrega).
- Card Fighters Clash DS (lo mismo que en las dos entregas anteriores).
- Marvel vs. Capcom 2: New Age of Heroes (es uno de los personajes jugables iniciales).
- Tatsunoko vs. Capcom: Ultimate All Stars (aparece en el ending de Tekkaman Blade junto con Ghost Bilstein, el villano de Star Gladiator).
- Ultimate Marvel vs. Capcom 3 (aparece en una de las cartas de Capcom en el modo "Héroes y heraldos")

Black Hayato solo apareció en Star Gladiator, Plasma Sword, Card Fighters Clash y Card Fighters Clash 2. Aparece de forma muy breve en Marvel vs Capcom 2 al jugar con Hayato Kanzaki y ejecutar el Super Combo llamado "Black Hayato", donde se transforma durante unos pocos segundos en su versión malvada y ejecuta un ataque muy parecido al Raging Demon de Akuma (Street Fighter).